# Lamentation sur le Christ mort (Signorelli)
Lamentation sur le Christ mort est une peinture à l'huile sur panneau de 270 × 240 cm réalisée en 1502 par Luca Signorelli  pour la Basilique Sainte-Marguerite de Cortone et conservée au musée diocésain de Cortone. Au fond à gauche se trouve La Crucifixion et au fond à droite La Résurrection.

## Histoire
Selon l'édition de 1568 de la Le Vite de Giorgio Vasari, au cours de l'été 1502, Signorelli reçut la nouvelle de la mort de son fils Antonio des suites de la peste à Cortone. Signorelli partit d'Orvieto pour voir le corps, le fit découvrir et, selon les mots de Vasari, « avec la plus grande présence d'esprit, sans pleurs ni larmes, il le dessina, voulant toujours voir, à travers le travail de ses mains, ce que la nature lui avait donné et la fortune ennemie lui avait pris. » Il a utilisé le dessin dans l'œuvre de La Lamentation. Son style est similaire à celui des fresques de l'artiste dans la chapelle San Brizio, qu'il avait presque achevées à cette époque. À son retour à Orvieto, à la fin de 1502, il ajouta à la fresque une copie de l'œuvre.

## Description
Rassemblés autour du corps de Jésus posé au sol et soutenu par la Vierge évanouie se trouvent une femme qui lui baise la main et Madeleine qui soutient ses jambes, étendant les bras dans un geste de désespoir. Autour d'eux se trouvent des femmes pieuses, l'apôtre Jean croisant les mains dans une plainte triste, et deux hommes en discussion tenant des clous et une couronne d'épines. Au premier plan, on voit un crâne, memento mori typique du Calvaire, et un marteau utilisé pour clouer Jésus sur la croix. Certains détails macabres augmentent l'intensité expressive de la scène, comme la traînée de sang qui coule de la base de la croix.
En arrière-plan, les scènes de la Crucifixion et de la Résurrection se déroulent de part et d'autre de l'ouverture paysagère typique d'une ville surplombant un lac.

## Analyse
L'œuvre montre un « encombrement dramatique », avec un concert expressif d'émotivité chez les personnages qui laisse cependant place à une certaine digression narrative (les deux hommes avec les symboles de la Passion), et une curiosité psychologique dans l'échantillonnage des attitudes et des aptitudes des personnages rassemblés autour du corps sans vie du Christ. Ils passent de la tristesse au désespoir, de l'inquiétude à l'angoisse, de l'acceptation à l'étonnement.
Une certaine surabondance est liée aux décorations dorées, notamment aux somptueuses tuniques, qui ponctuent la volonté de Signorelli de se livrer à des opérations « d'exhibitionnisme artisanal »  pour plaire au goût des mécènes provinciaux.

## Prédelle
De style plus rapide et probablement réalisée par les élèves du maître, mais basée sur ses dessins, la prédelle montre quatre autres scènes de la Passion du Christ : Gethsémani, la Cène, l'Arrestation et la Flagellation.